# Japanagromyza quercus
Japanagromyza quercus este o specie de muște din genul Japanagromyza, familia Agromyzidae. A fost descrisă pentru prima dată de Mitsuhiro Sasakawa în anul 1954. Conform Catalogue of Life specia Japanagromyza quercus nu are subspecii cunoscute.